# Pocrí (Coclé)
Pocrí is een stad en deelgemeente (corregimiento) van de gemeente (distrito) Aguadulce in de provincie Coclé in Panama. In 2015 was het inwoneraantal 15.300